# Verkehrs-Verlag Remagen
Der VVR – Verkehrs-Verlag GmbH ist ein Fachverlag für Fahrschulen, Verkehrserziehung sowie für die Aus- und Weiterbildung von Berufskraftfahrern mit Sitz in Remagen.

## Geschichte

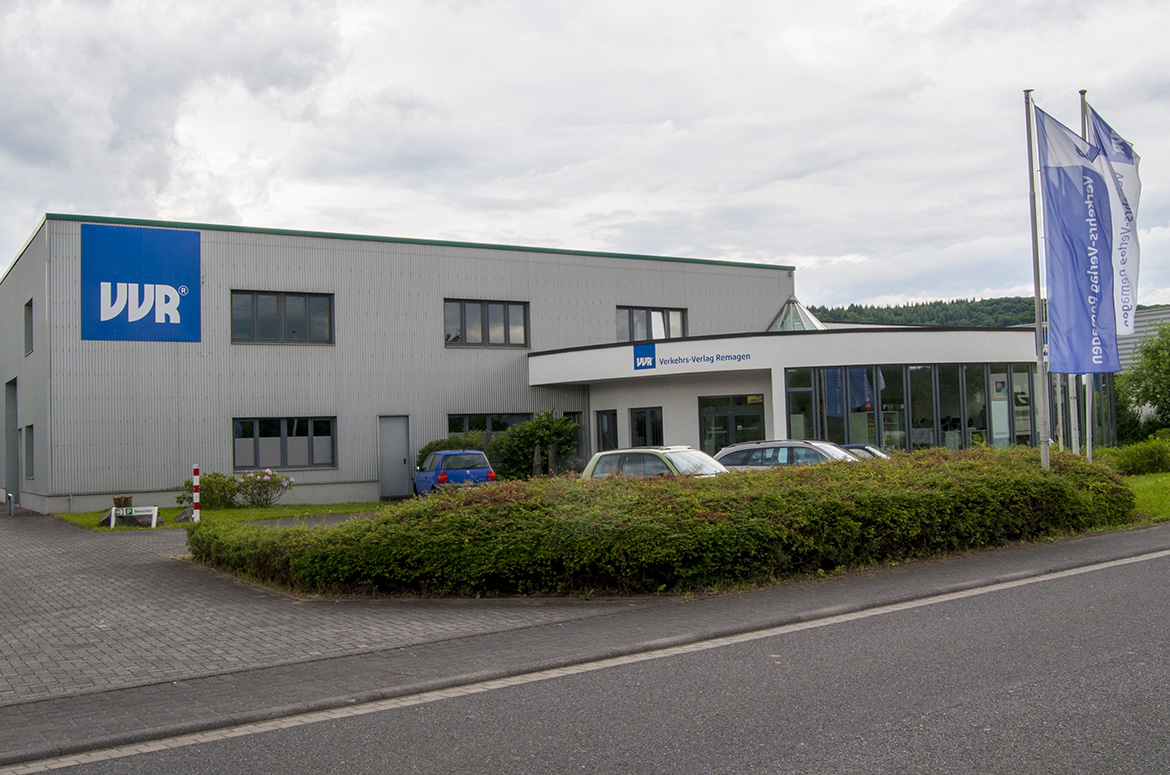
VVR-Verlagsgebäude in Remagen heute

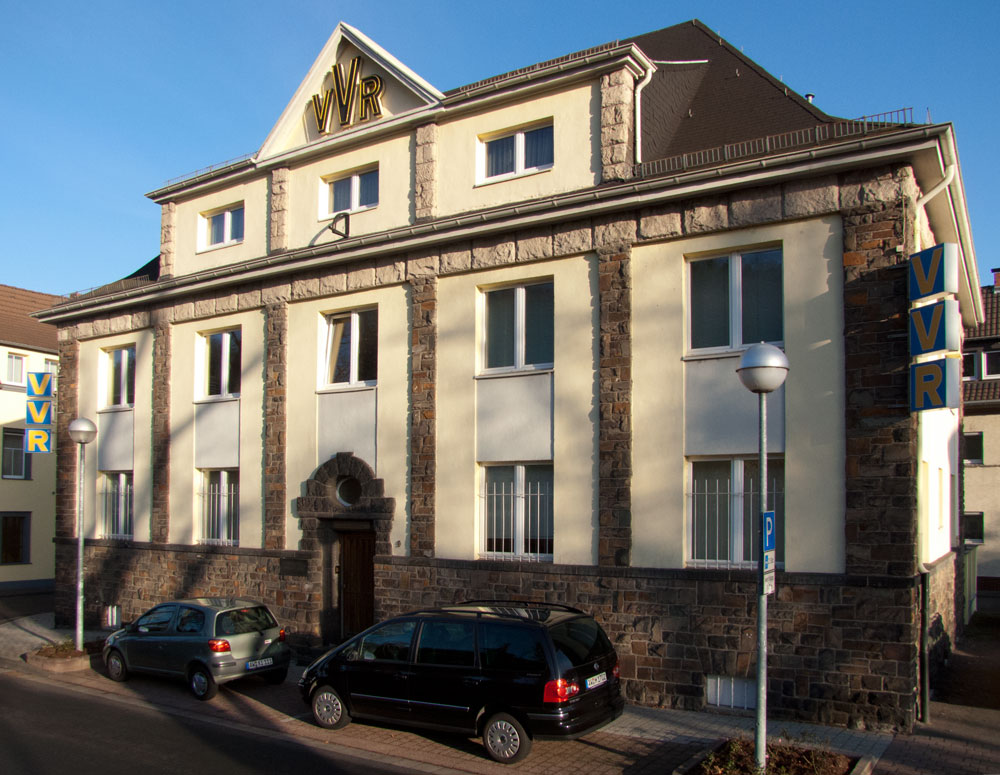
Ehemaliges VVR Verlagsgebäude in Remagen

Das Unternehmen wurde 1931 von Adolf Wirtzfeld in der damals noch recht neuen Rechtsform einer GmbH gegründet. Der Verlag etablierte sich rasch auf dem Markt und kann als Vorreiter späterer Institutionen angesehen werden, die sich im Zuge der zunehmenden Verkehrsdichte ebenso mit dem Straßenverkehrswesen befassen. Zu Beginn der 1930er Jahre entstanden in der betriebseigenen Druckerei erste selbst konzipierte Lehrbücher und Unterrichtsmittel für den Bedarf der Fahrschulen. Der Verlag nahm damit nachhaltigen Einfluss auf die Entwicklung des Fahrschulwesens in Deutschland. Mitte der 1950er Jahre entstanden erste Unterrichtsfilme für den Einsatz in der Fahrschule, Dia-Vorträge und detailgetreue Demonstrationsmodelle von Fahrzeugteilen. Im Frühjahr 1958 erschien die erste Ausgabe der „VVR-Nachrichten“, ein 32-seitiges Journal mit Informationen für die Fahrlehrerschaft über gesetzliche Neuerungen und aktuelle Verlagsprodukte. Anfang der 1960er Jahre war der VVR maßgeblich daran beteiligt, das bis heute gültige Multiple-Choice-Prüfverfahren als Standard-Prüfverfahren am Markt zu etablieren. Die Redaktion des Verlags entwickelte erste Fragebogen mit damals noch selbstentwickelten Falschantworten. In den Folgejahren produzierte der VVR neben einem Overheadfolien-Unterrichtssystem auch eine Serie von Unterrichtsfilmen, zunächst im Filmformat Super8 und später, mit Einzug des Videozeitalters, auf Videokassette. Im Jahr 1997 produzierte der VVR Unterrichtssoftware auf CD-i, dem Bedarf der Fahrschulen an abwechslungsreicheren und multimedialen Unterrichtsgestaltung folgend. In den Folgejahren entwickelte der VVR ein Dualscreen Software-Lehrsystem für Fahrlehrer auf der Basis von Windows mit Touchscreen und Whiteboard-Funktionalität. 2011 übergab die Gründerfamilie Wirtzfeld nach einer drei Generationen währenden Verlagsleitung die Verlagsgeschäfte an die admigro media GmbH. Im Zuge der Umstrukturierung wurde die betriebseigene Druckerei geschlossen und dieser Aufgabenbereich ausgelagert. Im Januar 2012 war der Umzug von Redaktion, Entwicklungsabteilung, Vertrieb und Kundenservice in das ehemalige VVR-Verwaltungsgebäude vollständig vollzogen.

## Verlags-Programm
Das Verlags-Programm umfasst Lehrbücher, Testbogen, elektronische Lehrmittel für Fahrschüler, elektronische Lehrmedien für Fahrschulen und Fahrlehrerausbildungsstätten, Berufskraftfahrer-Lehrmittel, Fachliteratur, Fahrschuleinrichtungen, Werbemittel, Organisationsmittel für den Fahrschulbetrieb, Fahrschulmöbel, Schutzkleidung, Schautafeln, kraftfahrtechnische Modelle. Analog zu Inhalten der Fahrschul-Lehrbücher „autofahren“, „KOM fahren“, „LKW fahren“ und „motorradfahren“ bietet der Verkehrs-Verlag auch entsprechende PC-Unterrichtssoftware „PowerControl“ für Fahrlehrer mit speziell hierfür produzierten Video- und Animationsfilmen.